# Novi Bračin
Novi Bračin (en serbe cyrillique : Нови Брачин) est un village de Serbie situé dans la municipalité de Ražanj, district de Nišava. Au recensement de 2011, il comptait 510 habitants.

## Démographie

### Évolution historique de la population
| 1948 | 1953 | 1961 | 1971 | 1981 | 1991 | 2002 | 2011 |
| ---- | ---- | ---- | ---- | ---- | ---- | ---- | ---- |
| 788  | 812  | 845  | 771  | 709  | 696  | 568  | 510  |

|  |